# Perúgia (província)
A província de Perúgia (em italiano: Provincia di Perugia) é uma província italiana da região da Úmbria com cerca de 597 470 habitantes, densidade de 94 hab/km². Está dividida em 59 comunas, sendo a capital Perúgia.
Faz fronteira a norte e a este com a região das Marcas (Província de Pésaro e Urbino, província de Ancona, província de Macerata e província de Ascoli Piceno), a sul com a região do Lácio (província de Rieti) e a província de Terni e a oeste com Toscana (província de Siena e província de Arezzo).